# صيغة القلب لموبيوس
في الرياضيات، صيغة القلب لموبيوس (بالإنجليزية: Möbius inversion formula)‏ هي علاقة تربط عنصري الأزواج من دوال حسابية، يُعرف الواحد منهما من خلال الآخر بواسطة مجاميع على القواسم.
{\displaystyle g(n)=\sum _{d\mid n}f(d)\quad {\text{for every integer }}n\geq 1}
إذن
{\displaystyle f(n)=\sum _{d\mid n}\mu (d)g\left({\frac {n}{d}}\right)\quad {\text{for every integer }}n\geq 1}